# Caroline Berrens
Caroline Berrens, née le 8 mars 1991, est une footballeuse belge. Elle évolue au poste de défenseur au  FC Eindhoven aux Pays-Bas.  

## Palmarès
- Vainqueur de la Coupe de Belgique en 2015 et 2016 avec le Lierse SK
- Finaliste de la Coupe de Belgique en 2012 avec le Lierse SK
- Finaliste de la Supercoupe de Belgique en 2012 avec le Lierse SK